# طارق عبد السلام
طارق عبد السلام (مواليد 29 أكتوبر 1993) هو مصارع مصارعة يونانية رومانية مصري المولد ويمثل بلغاريا في المحافل الدولية، حصل على الميدالية الذهبية في بطولة أوروبا للمصارعة في عام 2017 في وزن 75 كج.